# Schinokápsala
Schinokápsala, en grec moderne : Σχινοκάψαλα ou Σχοινοκάψαλα, est un village du dème d'Ierápetra, dans le district régional de Lassíthi, de la Crète, en Grèce. Selon le recensement de 2011, la population de Schinokápsala compte 87 habitants. Le village est situé à une altitude de 400 m et à une distance de 21 km d'Ierápetra.
La communauté démotique homonyme est composée du village de Schinokápsala et des localités de bord de mer Galini, Achlia, et Mavros Kolympos.

## Recensements de la population
| Recensements | 1900 | 1928 | 1940 | 1951 | 1961 | 1971 | 1981 | 1991 | 2001 | 2011 |
| ------------ | ---- | ---- | ---- | ---- | ---- | ---- | ---- | ---- | ---- | ---- |
| Population   | -    | 165  | 242  | 361  | -    | 458  | 301  | -    | 136  | 87   |